# Reduta Koziołek
Reduta Koziołek – szaniec ziemny z 1656 roku zbudowany według systemu holenderskiego. Według opinii historyków jedyny tego typu zabytkowy obiekt dawnej polskiej sztuki fortyfikacji ziemnej.

## Opis
Koziołek ma formę bastionu o wymiarach około 100 na 75 m, składającego się z wału ziemnego o wysokości około 1,5 m usypanego na obrysie nieregularnego sześcioboku, z sześcioma bastionami o wysokościach 2,5 m. Po wewnętrznej stronie kurtyn ciągnie się wgłębienie dla strzelców, zaś po stronie zewnętrznej fosa. Wewnątrz bastionu znajduje się niewysoki nasyp o średnicy około 60 m.
Reduta była najprawdopodobniej przeznaczona do działania przeciwko statkom płynącym w dół rzeki. Na jej wysokości nurt Narwi przegrodzony był rzędem drewnianych pali, utrudniających ruch statków i tratew. Nie broniła więc przeprawy, ale blokowała transport rzeczny lub uniemożliwiała przeprawę pod Kurowem wrogim flotom. Przyjmuje się, że reduta mieściła około 100 koni i dosiadających je jeźdźców (całą chorągiew).

## Historia
Pierwsza wzmianka o istniejącym w tym miejscu jakimś dziele obronnym pochodzi z 1559 r. Prawdopodobnie jego powstanie wiąże się z czasem prywatnych wojen dwóch najpotężniejszych rodów magnackich na Litwie, Gasztołdów i Radziwiłłów w pierwszej ćwierci XVI w. Być może jednak, że jego budowa miała związek ze wznoszeniem systemu fortyfikacji niedalekiego Tykocina.
Redutę obronną z bastionami i fosą, których ślady widoczne są do dziś, zbudowały wojska litewskie w 1656 roku w czasie "potopu". Jej zadaniem była blokada Narwi i pozostającego wówczas w szwedzkich rękach zamku z arsenałem Rzeczypospolitej w Tykocinie.
Tykocin znajdował się w rękach Szwedów od końca 1655 roku do odzyskania go szturmem 27 stycznia 1657 roku przez hetmana wielkiego litewskiego Pawła Jana Sapiehę. Opanowanie Tykocina przez Szwedów oddawało im ważny węzeł drogowy, a przecinało Polakom główny szlak łączący Koronę z Litwą. Tykocin był też ogniwem łańcucha twierdz umożliwiającego Szwedom trzymanie Polski w ręku. Z tego powodu Paweł Sapieha już w lutym 1656 roku wkroczywszy na Podlasie przedsięwziął próbę „eliberowania” Tykocina. Próbę tę udaremniło szybkie ściągnięcie spod Nowego Dworu posiłków szwedzkich. Gdy okazało się, że nieprędko można będzie odzyskać Tykocin, należało zakorkować drogę wodną w górę Narwi, zarazem należało zorganizować komunikację z Litwą innym szlakiem i zabezpieczyć ją od przede wszystkim wodnych wypadów załogi Tykocina.
W ten sposób można było zapewnić spokój przeciętego przez Szwedów odcinka drogi. Wydarzenia te lokalizuje również tradycja ludowa zanotowana przez Zygmunta Glogera. Odzyskanie Tykocina 27 stycznia 1657 roku odebrało Koziołkowi rację istnienia. Komunikacja wróciła w dawne łożysko, opustoszały fort zagubił się wśród błot. Twórcą Koziołka był zapewne Paweł Jan Sapieha, a fort musiał wytyczyć inżynier z jego otoczenia.
Latem 1932 roku grzęzło się po kolana chcąc dojść łąką do Koziołka. Jedynie od lewego ramienia Narwi, pod osłoną dwu bastionów, prowadzi grobelka świadcząca o tym, że szaniec komunikował się przede wszystkim drogą wodną. Usytuowanie tego jedynego dostępu bramy fortu pozwala sądzić, iż fort był zwrócony na północ ku Tykocinowi.